# Hiệp khách hành (tiểu thuyết)
| Kim Dung            | Kim Dung |
| ------------------- | -------- |
| Tiểu thuyết         |          |
| 飛 Phi              | 笑 Tiếu  |
| 雪 Tuyết            | 書 Thư   |
| 連 Liên             | 神 Thần  |
| 天 Thiên            | 俠 Hiệp  |
| 射 Xạ               | 倚 Ỷ     |
| 白 Bạch             | 碧 Bích  |
| 鹿 Lộc              | 鴛 Uyên  |
| Truyện ngắn         |          |
| 越女劍 Việt nữ kiếm |          |

Hiệp khách hành (tiếng Trung: 侠客行; bính âm: xiakexing, tiếng Anh là Ode to Gallantry) là một trong những tiểu thuyết võ hiệp của Kim Dung, được phát hành trên Minh báo vào năm 1965.

## Nội dung chính
Câu truyện xoay quanh các cuộc phiêu lưu của Thạch Phá Thiên, xoay quanh bài thơ "Hiệp khách hành" của thi tiên Lý Bạch. Hiệp khách hành là câu chuyện hoàn toàn không có sự liên hệ với lịch sử, với những tình tiết mang tính chất mờ ảo, thần thoại. Chỉ có thể đoán rằng nó xảy ra trong thời kỳ nhà Minh, khi mà đã xuất hiện phái Võ Đang với huyền thoại Trương Tam Phong. Người đang chấp chưởng trưởng môn phái Võ Đang lúc ấy là Ngu Trà đạo trưởng.

## Các nhân vật chính
- Cẩu Tạp Chủng: có tên thật là Thạch Trung Kiên (con trai của Thạch Thanh và Mẫn Nhu), sau gọi là Thạch Phá Thiên, Thạch Phá Thiên (石 破 天, Shi Potian), là nhân vật chính trong bộ tiểu thuyết. Nhân vật này khi mới xuất hiện có tên là Cẩu Tạp Chủng (chó lộn giống - cái tên do bà mẹ nuôi Mai Phương Cô gọi) và sau đó được bang Trường Lạc "gán" cho cái tên là Thạch Phá Thiên (thực chất ban đầu là danh xưng của Thạch Trung Ngọc) và từ đó dùng tên Thạch Phá Thiên.

Thạch Phá Thiên có hình dáng bên ngoài giống hệt với người em của mình là Thạch Trung Ngọc nên vô tình bị vướng vào hàng loạt rắc rối, ân oán giang hồ do Thạch Trung Ngọc gây ra, nhưng cũng nhờ đó đã học được võ công tuyệt thế và được cả giang hồ kính trọng nhờ bản tính thật thà, trung hậu và hào hiệp của mình. Ngoài ra Thạch Phá Thiên còn có tên khác là Sử Ức Đao (do sư phụ Sử Tiểu Thúy đặt).
- Bạch A Tú: là con gái của Bạch Vạn Kiếm, cháu gái của Bạch Tự Tại, chưởng môn phái Tuyết Sơn. A Tú từng bị Thạch Trung Ngọc cưỡng hiếp nhưng không thành vì có người phát giác sau nàng nhảy xuống vực tự vẫn, rồi được bà nội nàng là Sử Tiểu Thúy (vợ Bạch Tự Tại) cứu, hai bà cháu đã bỏ đi khỏi Tuyết Sơn. Vô tình, khi cả hai bà cháu đang bị tẩu hỏa nhập ma được Thạch Phá Thiên cứu, nàng đã yêu Thạch Phá Thiên.

Chỉ có nàng và bà nội là Sử Tiểu Thúy nhận ra sự khác biệt giữa 2 người giống hệt nhau là Thạch Phá Thiên (anh hùng) và Thạch Trung Ngọc (dâm tặc) qua đôi mắt lương thiện của chàng. Kết thúc tiểu thuyết, A Tú và Tiểu Thúy đợi mọi người trở về từ đảo Hiệp Khách, đã nhảy xuống biển tự vẫn vì tưởng mọi người không về, nhưng đã được Phá Thiên cứu kịp thời.
- Thạch Trung Ngọc:
- Vợ chồng Huyền Tố trang chủ Thạch Thanh - Mẫn Nhu
- Mai Phương Cô
- Tạ Yên Khách (biệt hiệu Ma thiên cư sĩ) là người có tính tình cổ quái nhưng rất trọng lời hứa. Tạ Yên Khách xuất hiện rất sớm trong tác phẩm, ban đầu đã là 1 người có võ công cực kì cao cường. Vợ chồng Hắc bạch song kiếm Thạch Thanh-Mẫn Nhu vì đứa con tưởng lầm bị kẻ thù giết chết nên vất vả tìm Huyền thiết lệnh về cho Tạ Yên Khách lúc đó đang ở Hầu Giám Tập để ông thực hiện lời hứa sẽ giúp người tìm cho mình Huyền thiết lệnh một việc bất cứ là việc gì. Tuy nhiên 2 vợ chồng vất vả không công mà lại còn bị Tạ Yên Khách lấy mất đôi Hắc bạch song kiếm.

Ở Hầu Giám Tập, Cẩu Tạp Chủng (đứa con tưởng đã chết của Thạch Thanh-Mẫn Nhu) tìm được Huyền thiết lệnh và đưa cho Tạ Yên Khách. Sợ cậu bé sai khiến việc không có lợi cho mình nên Tạ Yên Khách bắt cậu về Ma Thiên Nhai nuôi dưỡng và bắt Cẩu Tạp Chủng luyện cả hai nội công Âm-Dương đối nghịch để cậu vì thế mà tẩu hỏa nhập ma mà chết. Không ngờ trong lúc luyện công bị tẩu hỏa nhập ma Cẩu Tạp Chủng lại được Bối Hải Thạch của bang Trường Lạc cứu chữa thành công và thoát chết, đồng thời từ đó cậu lại có công lực cực kì thâm hậu.
Sau khi biết Cẩu Tạp Chủng bị người khác bắt đi, Tạ Yên Khách đi tìm và bắt được Thạch Trung Ngọc. Bang Trường Lạc đang cần kẻ làm bang chủ thế mạng nên lên Ma Thiên Nhai đòi người. Tạ Yên Khách lúc đó đang luyện Bích Trâm Thanh Chưởng chưa thành nên bị Bối Hải Thạch đánh bị thương. Tạ Yên Khách tháo chạy, tìm nơi văng vẻ luyện thành Bích Trâm Thanh Chưởng rồi đến tổng đà bang Trường Lạc đánh giết 1 trận, đánh trọng thương Bối Hải Thạch rồi đem Thạch Trung Ngọc lên phái Tuyết Sơn. Tại đây Tạ Yên Khách gặp lại Cẩu Tạp Chủng và nhận ra. Cẩu Tạp Chủng nhờ Tạ Yên Khách dạy dỗ Thạch Trung Ngọc nên người, Tạ Yên Khách nhận lời rồi đem Thạch Trung Ngọc đi.
Tạ Yên Khách có thể nói là truyền nhân hiếm có của Đông Tà Hoàng Dược Sư trong Anh hùng xạ điêu và Thần điêu hiệp lữ khi cả hai đều võ công cao cường, thích thổi tiêu, tính tình cổ quái và đều có tuyệt chiêu Đàn chỉ thần thông.
- Đinh Bất Tam là người kỳ quái và tàn ác, không phân biệt chính tà, không coi trọng nhân phẩm, luôn cho mình kiệt xuất, tự nhận là anh hùng.
- Đinh Bất Tứ Em trai Đinh Bất Tam, võ công cao cường nhưng cũng rất tự phụ. Vì yêu đơn phương Sử Tiểu Thúy mà quyết không lập thân.
- Đinh Bất Nhị anh cả trong 3 anh em nhà họ Đinh, chỉ xuất hiện thoáng qua trong tiểu thuyết.
- Đinh Đang là cô gái xinh đẹp, thông minh. Nhưng nàng vô cùng láu lỉnh, độc ác, chỉ chuộng vẻ hào nhoáng bên ngoài.
- Bạch Tự Tại: là trưởng môn phái Tuyết Sơn
- Sử Tiểu Thúy Vợ của Bạch Tự tại cũng như là su phụ của Thạch Phá Thiên, là người sáng lập ra phái Kim Ô.
- Bạch Vạn Kiếm Con trai Bạch Tự Tại và Sử Tiểu Thúy, cũng như là cha của A Tú
- Phong Vạn Lý Đệ tử Bạch Tự Đại, sư phụ của Thạch Trung Ngọc ở Tuyết Sơn, sau vì tội lỗi của Thạch Trung Ngọc mà bị Bạch Tự Tại chặt mất tay phải.
- Bối Hải Thạch và bang Trường Lạc
- Thưởng thiện Phạt ác sứ giả (Trương Tam, Lý Tứ)
- Long, Mộc đảo chủ

## Chuyển thể
| Năm  | Thạch Phá Thiên  |                 | hãng sản xuất      |
| ---- | ---------------- | --------------- | ------------------ |
| 1982 | quách chấn phong |                 | Hãng Thiệu Thị     |
| 1985 | Mạc Thiếu Thông  |                 | hãng phim Đài Loan |
| 1989 | Lương Triều Vỹ   |                 | TVB                |
| 2002 | Ngô Kiện         |                 |                    |
| 2017 | Thái Nghi Đạt    | Trương Kỷ Trung |                    |